# Osek (ort i Tjeckien, lat 50,46, long 15,16)
Osek är en ort i Tjeckien. Den ligger i den centrala delen av landet, 70 km nordost om huvudstaden Prag. Osek ligger 268 meter över havet och antalet invånare är 160.
Terrängen runt Osek är platt. Runt Osek är det ganska glesbefolkat, med 23 invånare per kvadratkilometer. Närmaste större samhälle är Mladá Boleslav, 19,0 km väster om Osek. Trakten runt Osek består till största delen av jordbruksmark.